# معدات الدعم الأرضي

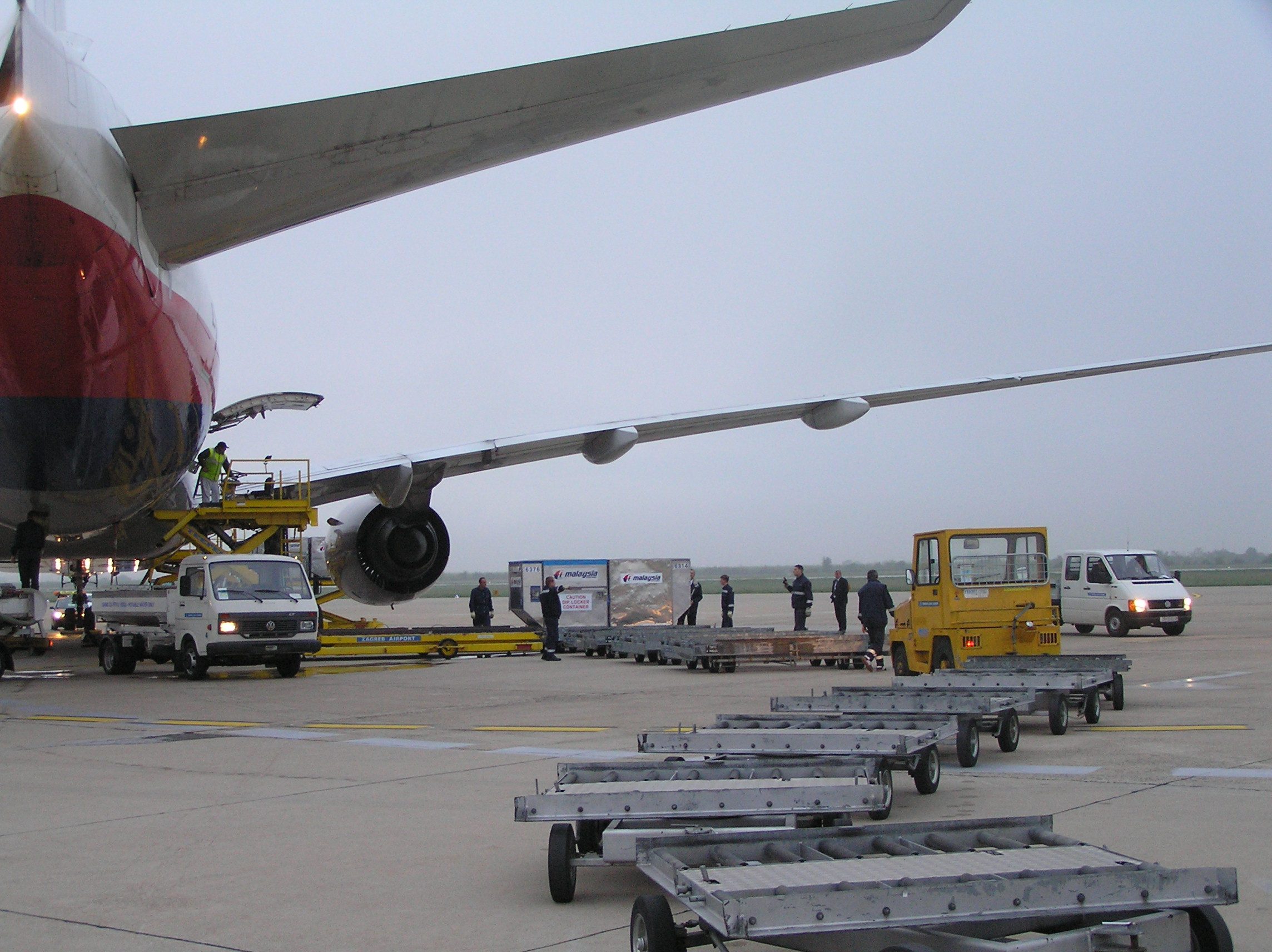
معدات الدعم الأرضي

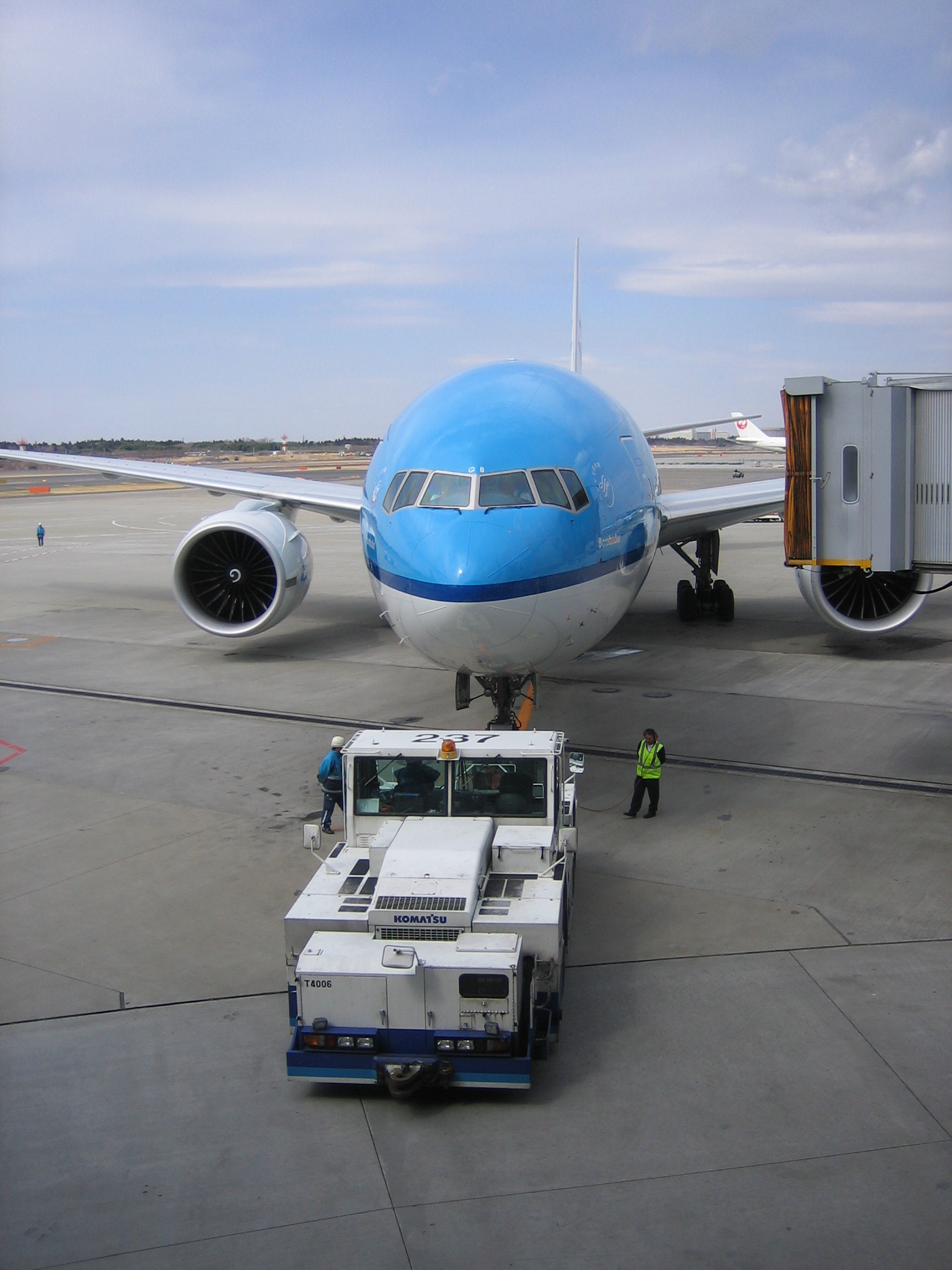
دفع طائرة بوينج 777 KLM للخلف

معدات الدعم الأرضي (بالإنجليزية: ground support equipment GSE)‏هي معدات الدعم الموجودة في المطار، وعادة ما تكون في موقف الطائرات الخدمة، ومنطقة الخدمة بجوار المحطة. تستخدم هذه المعدات لخدمة الطائرات بين الرحلات الجوية. كما يوحي الاسم، فإن معدات الدعم الأرضي موجودة لدعم عمليات الطائرات أثناء وجودها على الأرض. يتضمن دور هذه المعدات بشكل عام عمليات الطاقة الأرضية، وحركة الطائرات، وعمليات تحميل البضائع / الركاب.
تتعاقد العديد من شركات الطيران من الباطن على المناولة الأرضية للطائرات في مطار أو مناولة أرضية للطائرات، أو حتى مع شركة طيران أخرى. تتناول المناولة الأرضية العديد من متطلبات الخدمة لطائرة الركاب بين وقت وصولها إلى بوابة المحطة والوقت الذي تغادر فيه في رحلتها التالية. تعد السرعة والكفاءة والدقة مهمة في خدمات المناولة الأرضية لتقليل وقت مستغرق (حوسبة) الوقت الذي تظل خلاله الطائرة متوقفة عند البوابة.
تتعاقد شركات الطيران الصغيرة أحيانًا من الباطن على الصيانة مع شركة نقل أكبر، حيث قد تكون بديلاً أفضل لإنشاء قاعدة صيانة مستقلة. قد تدخل بعض شركات الطيران في اتفاقية صيانة ودعم أرضي maintenance and ground support agreement (MAGSA) مع بعضها البعض، والتي تستخدمها شركات الطيران لتقييم تكاليف الصيانة والدعم للطائرات.
لا ترتبط معظم الخدمات الأرضية ارتباطًا مباشرًا بالطيران الفعلي للطائرة، وبدلاً من ذلك تتضمن مهام خدمة أخرى. تضمن خدمات المقصورة راحة الركاب وسلامتهم. وهي تشمل مهام مثل تنظيف مقصورة الركاب وتجديد المواد الاستهلاكية الموجودة على متن الطائرة أو العناصر القابلة للغسيل مثل الصابون والوسائد والأنسجة والبطانيات والمجلات. يتم إجراء فحوصات أمنية أيضًا للتأكد من عدم ترك أي تهديدات على الطائرة. يتألف مطار من مجموعة متنوعة من المركبات والمعدات اللازمة لخدمة الطائرات أثناء تحميل وتفريغ الركاب والبضائع، والصيانة، والعمليات الأرضية الأخرى. مجموعة واسعة من الأنشطة المرتبطة بالعمليات الأرضية للطائرات تؤدي إلى أسطول واسع النطاق من المطار. على سبيل المثال، تشمل الأنشطة التي يتم الاضطلاع بها خلال فترة بوابة الطائرة النموذجية: تحميل البضائع وتفريغها، وتحميل الركاب وتفريغهم، وتخزين مياه الشرب، وتصريف خزان ماء المرحاض والنفايات، وتزويد الطائرات بالوقود، وفحص المحرك وجسم الطائرة وصيانته، وتقديم الأطعمة والمشروبات. تستخدم الخطوط الجوية معدات المطار المصممة خصيصًا لدعم كل هذه العمليات. علاوة على ذلك، فإن الطاقة الكهربائية والهواء المكيف مطلوبان عمومًا طوال فترات تشغيل البوابة لكل من راحة وسلامة الركاب والطاقم، وفي كثير من الأحيان يتم توفير هذه الخدمات من قبل المطار.

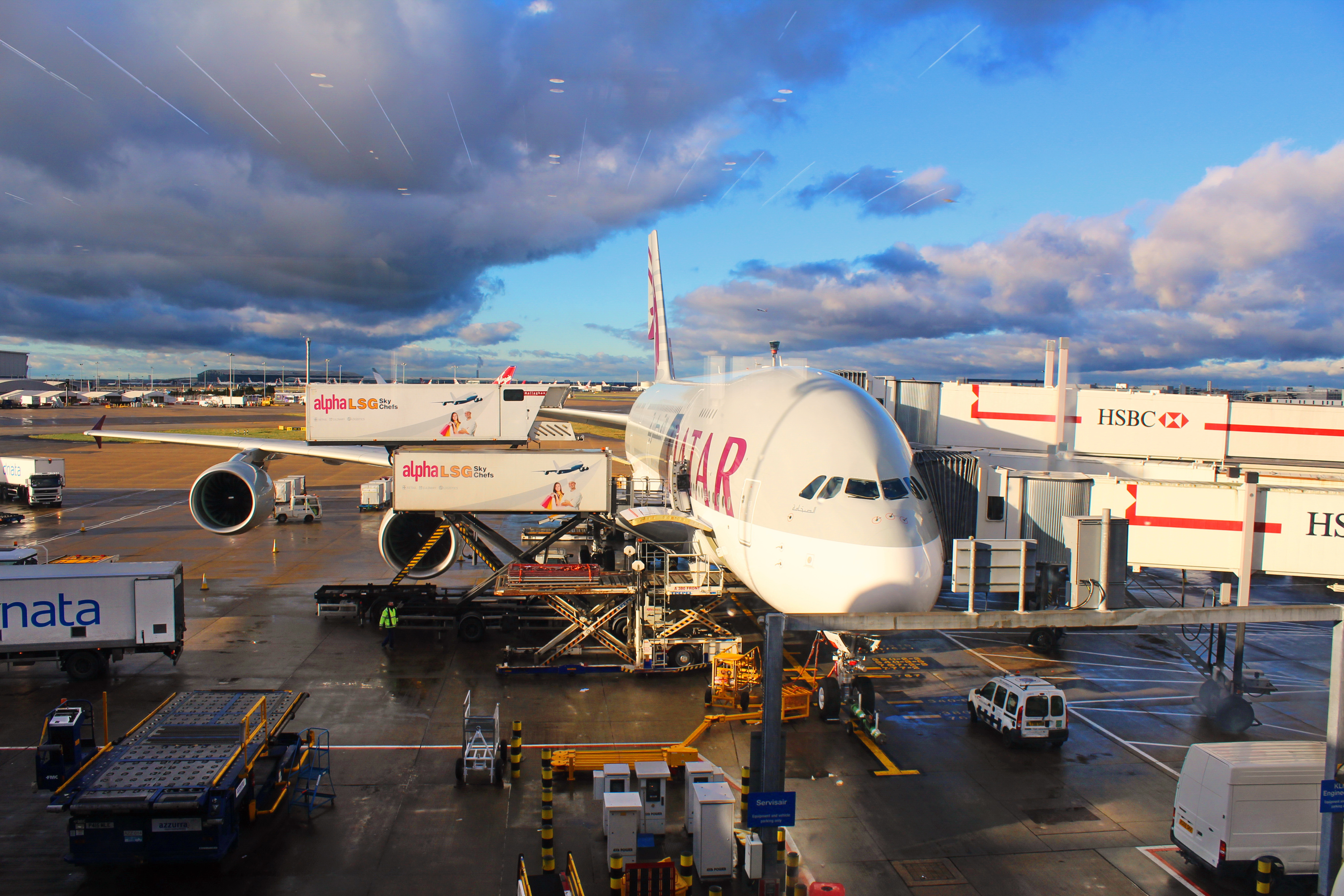
طائرة الخطوط الجوية القطرية إيرباص A380-800 على موقف الطائرات خارج مطار هيثرو 4 مع مجموعة واسعة من معدات المناولة الأرضية مثل حاويات الطائرات، ومحمل البليت، والحاويات، وبادئ تشغيل الهواء النفاث، ومحمل الحزام، جر الطائرة ، ومركبات التموين، وجسر إركاب ، والدمى.

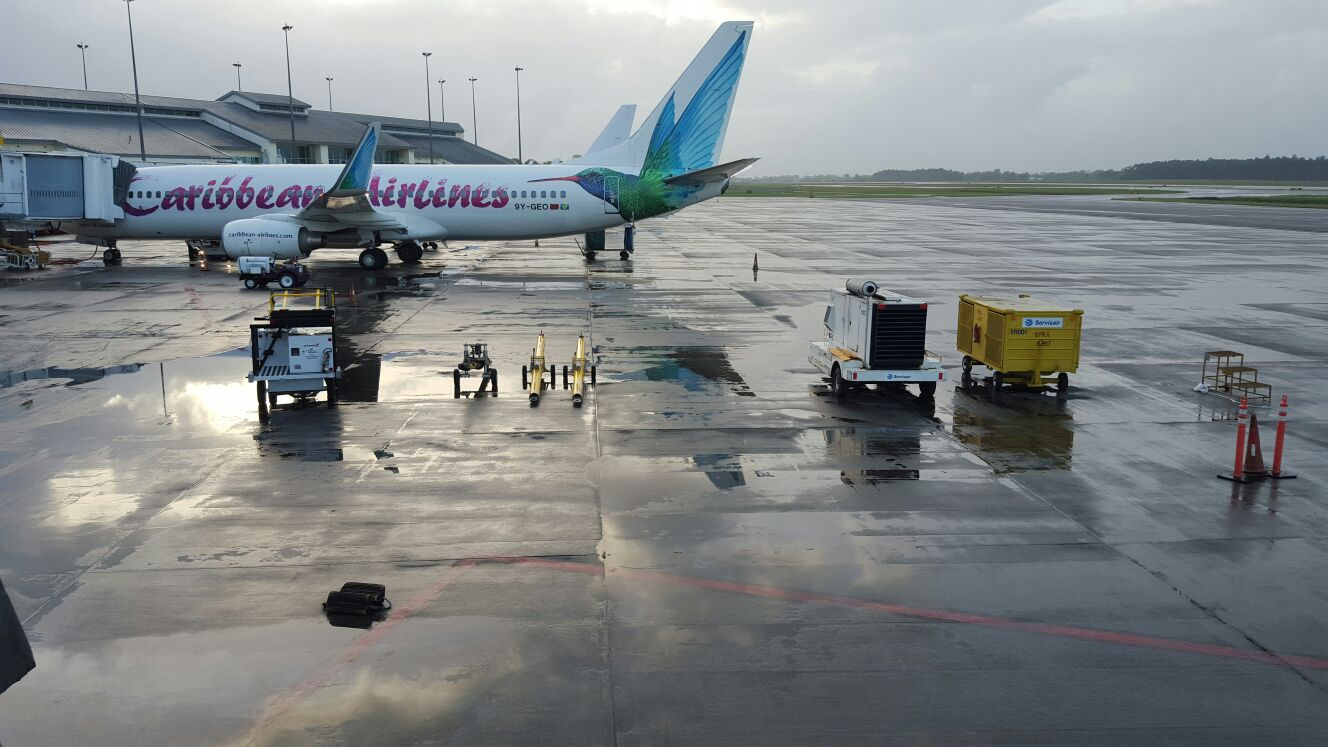
معدات المناولة الأرضية في.

## معدات تعمل بدون طاقة

### الدمى
تُستخدم الدمى للأمتعة السائبة لنقل الأمتعة السائبة، وأمتعة السفر كبيرة الحجم، وأكياس البريد، وصناديق كرتونية للبضائع السائبة، وما إلى ذلك بين الطائرة والمحطة أو مرفق الفرز. الدمى للأمتعة السائبة مزودة بنظام مكابح يمنع العجلات من الحركة عندما لا يكون قضيب التوصيل متصلًا بقاطرة. معظم الدمى للأمتعة السائبة مغلقة تمامًا باستثناء الجوانب التي تستخدم ستائر بلاستيكية لحماية العناصر من الطقس. في الولايات المتحدة، تسمى هذه الدمى عربة الأمتعة، ولكن في أوروبا، تعني عربة الأمتعة عربات أمتعة الركاب.
الدمى الخاصة بجهاز تحميل الوحدة الحاوات ومنصات الشحن عبارة عن عربة مسطحة أو منصة ذات حجم قياسي، مع العديد من العجلات أو قضبان الأسطوانة أو المحامل الكروية البارزة فوق السطح العلوي لسهولة تحميل وتفريغ منصات التحميل والبضائع على التوالي. نظرًا لأن الحاويات والبليت يرتكزان على محامل كروية، فإن هذه الدمى مجهزة بمفصلات / أقفال لتأمين موضع منصة الحاويات نقالة عليها أثناء النقل بالسحب. اعتمدت صناعة الطيران على المنصات الحاويات لتكون حاويات خفيفة الوزن ومنصات داعمة على التوالي، وتهدف إلى تحميلها في الطائرات وتطير مع أحمالها، ويجب أن تكون ذات وزن ضئيل وبالتالي لا تحتوي على عجلات أو هيكل قاعدة قوية. أيضًا، تتميز منصات التحميل والمنصات بمعيار أبعاد صارمة يتبع أبعاد حجرة شحن الطائرات. لذلك، تم تصميم هذه الدمى خصيصًا لتكمل أبعاد البليت الحاويات، وموضع المفصل التثبيت، والقوة البدنية الإجمالية الضعيفة والحاجة إلى النقل. قد تحتوي الدمى المتقدمة الخاصة والمنصات الحاويات النقالة، مثل تلك المستخدمة في موقف الطائرة، على المرافق المتخصصة التالية:
- البكرات - تحتوي على بكرات دمى مدمجة أو محاملة على سطح السفينة للمساعدة في تحريك الحاويات أو المنصات. تحتوي الدمى المتقدمة على مجموعتين من البكرات التي تعمل بالطاقة، مجموعة واحدة تحرك الحاوية للأمام والخلف، والأخرى تحركها إلى اليسار واليمين. هناك حاجة إلى الحركة الدقيقة لمحاذاة مركز ثقل الحاوية إلى مركز السطح، وإلا فقد تنقلب الدمى أثناء الحركة. بالإضافة إلى ذلك، يتم تأمين الحاويات أو المنصات الموجودة على الدمى بأقفال مدمجة.
- منصة دوارة - تحتوي بعض الدمى على منصة دوارة لتسهيل تدوير الحاويات إلى الاتجاه الصحيح قبل نقلها إلى حزام ناقل البضائع أو رافعة البليت الحاويات المؤدية إلى بوابة الطائرة. بعض المنصات الدوارة مدعومة بالقوة.
- الفرامل - تحتوي دولليز على فرامل ميكانيكية تعمل تلقائيًا على قفل عجلات الدولاب عندما يكون قضيب القطر في الاتجاه المتوقف (العمودي)، وتحرر عجلات الدمى تلقائيًا عندما يكون قضيب القطر في اتجاه القطر (الأفقي). لا يلزم إجراء قفل أو فتح يدوي صريح من قبل المشغل.

إدارة أسطول دوللي هي قضية خاصة بصناعة الدعم الأرضي للمطارات. الدمى ليست معدات قابلة للاستهلاك رخيصة الثمن مثل عربة اليد. الدمى عديدة (بالآلاف) في موقف الطائرات. عادة ما يكون للمطار أكثر من مشغل أسطول دوللي واحد، باستخدام دمى لا تختلف اختلافًا كبيرًا في المظهر، ويستخدم كل مشغل أنواعًا عديدة من الدمى في وقت واحد. المئزر عبارة عن مساحة كبيرة ليس من السهل استخدام البصر المباشر للعثور عليها. تحتاج الدمية في العملية إلى انفصال متكرر وإعادة ربط من القاطرة وغيرها من الدمى. لا يتم التحكم في الوصول إليه (لا يحتاج إلى استخدام مفتاح سيارة، مثل السيارة). لا يتم الإشراف عليها دائمًا من قبل نفس السائق (يمكن لأي جرار أن يأتي لالتقاط أي دومى وسحبها بعيدًا، وأحيانًا يكون ذلك عن طريق الخطأ). نتيجة لجميع العوامل المذكورة أعلاه، تضيع الدمى / توضع في غير مكانها على ساحة، أو على الأقل تعتبر إدارة أسطول الدمى عبئًا مستمرًا على مشغل معدات الدعم الأرضي. بدأت المطارات الرئيسية في إرفاق تحديد الهوية بموجات الراديو النشطة بطاقة البطارية بالدمى لتسهيل إدارة أسطولها. يمكن اكتشاف علامات الهوية بموجات الراديو النشطة على بعد يصل إلى 100 متر في مساحة مفتوحة من هوائي قارئ موجات الراديو الثابت، والذي يمكن تثبيته في جسر إركاب. تقوم علامة موجات الراديو بالإبلاغ عن رقم منشأة دوللي بالإضافة إلى حالة «ضعف البطارية» و «تصادم قوي»، مما يجعل إدارة علامات الراديو (وبالتالي الدمية المرتبطة بها) أسهل.

### الأوتاد

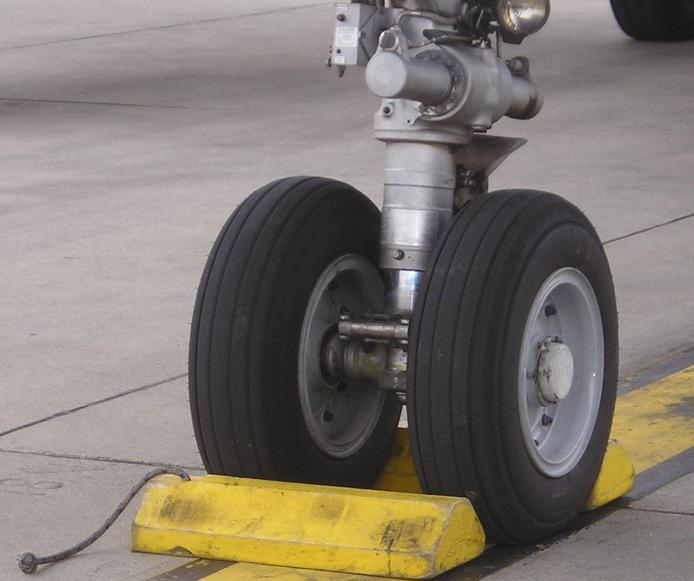
الأوتاد

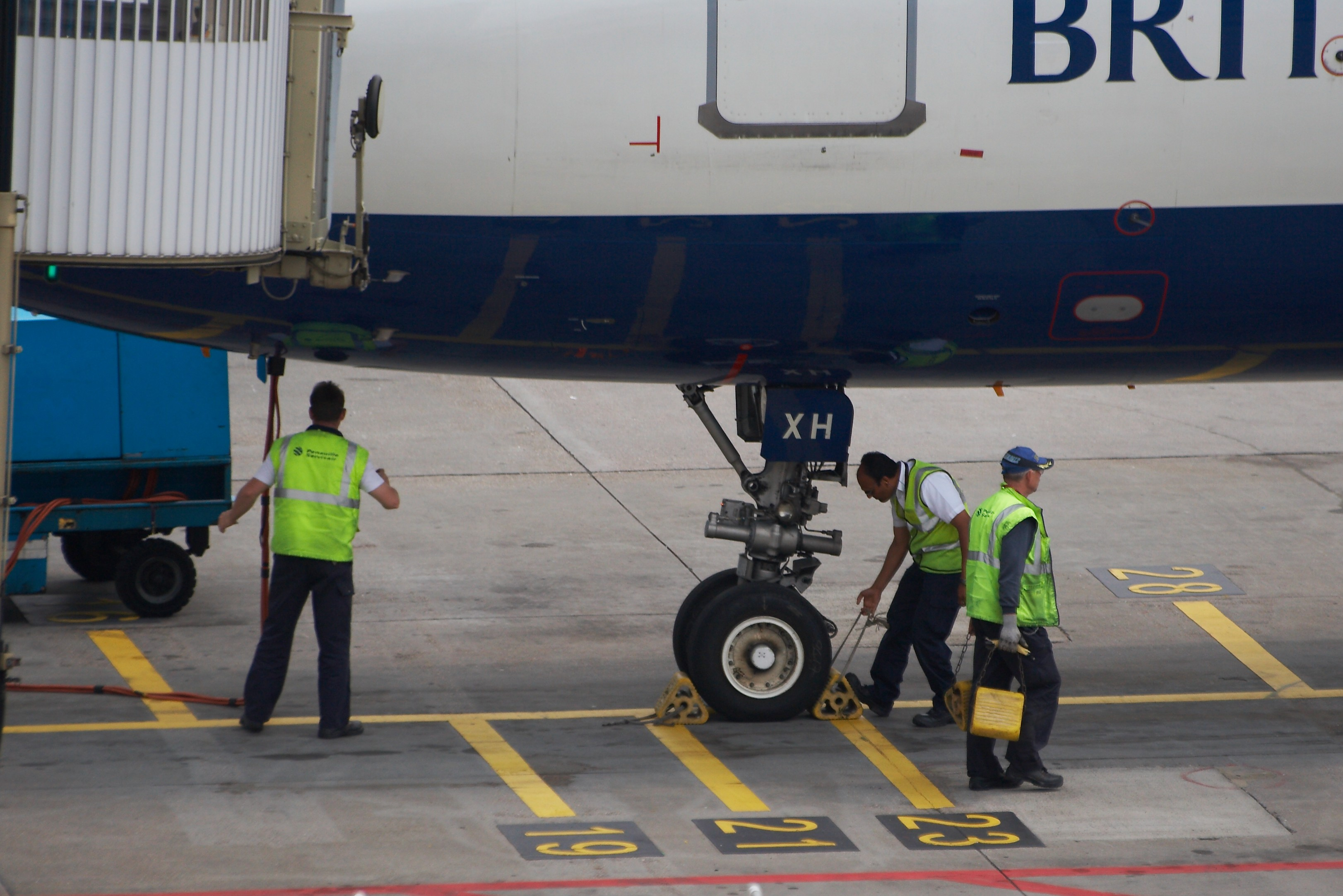
تركيب الأذرع على طائرة تابعة للخطوط الجوية البريطانية إيرباص A321.

تستخدم الحواجز لمنع الطائرة من التحرك أثناء وقوفيها عند البوابة أو في حظيرة الطائرات. يتم وضع الأذرع في المقدمة الأمامية والخلفية لعضلات عدة الهبوط إنها مصنوعة من الخشب الصلب أو المطاط الصلب تحدد إرشادات سلامة الشركات في الولايات المتحدة دائما انه يجب استخدام السدادات في زوجين على نفس العجلة ويجب وضعها في اتصال جسدي مع العجلة لذالك توجد الأوتار عادة في أزواج متصلة بواسطة جزء من الحبل أو أيضا كفعل يعرف بأنهفعل وضع الأوتاد الكابل تستخدم كلمة الأوتاد أمام وخلف العجلة.

### جاك ترايبود الطائرات
يتم استخدامها لدعم طائرة متوقفة لمنع ذيلها من التدلي أو حتى السقوط على الأرض. عندما ينزل الركاب في المقدمة من الطائرة، يصبح ذيل الطائرة ثقيلًا ويتدلى الذيل. يعد استخدام المقبس اختياريًا ولكن لا تحتاج إليه كل الطائرات. عند الحاجة، يتم سحبها إلى الذيل وإعدادها بواسطة القوى العاملة. بمجرد الإعداد، لا يلزم الإشراف على الرافعة حتى تصبح الطائرة جاهزة للمغادرة.

## معدات تعمل بالطاقة

### التزود بالوقود
يمكن أن يكون وقود الطائرات إما شاحنة وقود قائمة بذاتها، أو شاحنة أو عربة صنبور. شاحنات الوقود قائمة بذاتها، وعادة ما تحتوي على ما يصل إلى 10000 جالون أمريكي (8300 جالون إمب، 38000 لتر) من الوقود ولها مضخات ومرشحات وخراطيم ومعدات أخرى خاصة بها. يتم ربط عربة صنبور أو شاحنة بشبكة أنابيب مركزية وتوفر الوقود للطائرة. هناك ميزة كبيرة في أنظمة صنابير المياه عند مقارنتها بشاحنات الوقود، حيث يجب تجديد شاحنات الوقود بشكل دوري.

### القاطرات والجرار
القاطرات والجرارات في المطار لها أغراض عديدة وتمثل الجزء الأساسي من خدمات الدعم الأرضي. يتم استخدامها لنقل جميع المعدات التي لا تستطيع تحريك نفسها. ويشمل ذلك عربات الأكياس ووحدات تكييف الهواء المتنقلة ومبدلات الهواء وعربات المرحاض.

### وحدات الطاقة الأرضية
وحدة الطاقة الأرضية هي مركبة قادرة على إمداد الطائرات المتوقفة على الأرض بالطاقة. يمكن أيضًا بناء وحدات الطاقة الأرضية في الممر النفاث، مما يجعل من الأسهل توفير الطاقة الكهربائية للطائرات. تتطلب العديد من الطائرات 28  فولت من التيار المباشر و 115 فولت 400 هرتز من التيار المتردد . يتم نقل الطاقة الكهربائية من مولد إلى اتصال على متن الطائرة عبر كبل ثلاثي الأطوار رباعي الأسلاك قادر على التعامل مع 261 أمبير (90 كيلو فولت أمبير). هذه الوصلات قياسية لجميع الطائرات، كما هو محدد في ISO 6858 .
تقوم ما يسمى بـ «وحدة الحالة الصلبة» بتحويل الطاقة من التيار المتردد إلى التيار المستمر جنبًا إلى جنب مع الفصل الحالي لمتطلبات طاقة الطائرات. يمكن توفير وحدات الحالة الصلبة ثابتة أو مثبتة على جسر أو كوحدة متنقلة.

### سلالم خدمة الطائرات
تساعد سلالم خدمة الطائرات فني الصيانة في الوصول إلى قاع الطائرة.

### الباصات
تستخدم الحافلات في المطارات لنقل الأشخاص من المحطة إلى طائرة أو محطة أخرى. المصطلح المحدد لحافلات المطار التي تسير على ساحة الانتظار فقط هو حافلة الترماك. قد تكون حافلات المئزر منخفضة مثل حافلات جوانجتاي أو نيوبلان لأن الناس ينزلون مباشرة إلى ساحة الانتظار. تستخدم بعض المطارات حافلات مرفوعة إلى مستوى محطة الركاب ولا يمكن الوصول إليها إلا من باب في المستوى الثاني من المبنى. عادة ما يشار إلى هذه الحافلات ذات المظهر الفردي باسم «نقل الأشخاص» أو «الصالات المتنقلة». حافلات المطار عادة ما تكون حافلات عادية في المدينة أو حافلات خاصة. حافلات المطار المتخصصة لها أرضية منخفضة للغاية وأبواب واسعة على جانبي الحافلة لتحقيق أقصى قدر من الكفاءة في حركة الركاب والمرونة في مواقف السيارات في المستودعات. يوجد أكبر منتجي حافلات المطار في الصين (ويهاي، شنيانغ، بكين، جينهوا)، البرتغال وسلوفينيا. [ حدد ]

### محمل حاويات
تُستخدم لوادر الحاويات، المعروفة أيضًا باسم لوادر البضائع أو «لوادر K»، لتحميل وتفريغ الحاويات والمنصات النقالة داخل وخارج الطائرات. اللودر له منصتان ترتفعان وتنزلان بشكل مستقل. يتم نقل الحاويات أو المنصات الموجودة على اللودر بمساعدة بكرات أو عجلات مدمجة. هناك حاويات مختلفة ومحمل البليت.
- 3.5 ت
- 7 ت (إصدار قياسي، جسم عريض، عالمي، مرتفع)
- 14 ت
- 30 ت

بالنسبة لطائرات النقل العسكرية، يتم استخدام حاويات خاصة ورافعات نقالة. تستخدم بعض التطبيقات العسكرية اللوادر المحمولة جواً، والتي يمكن نقلها داخل طائرة النقل نفسها. يتم إنتاج لوادر الحاويات والبليت بشكل أساسي في فرنسا وألمانيا ولاتفيا وإسبانيا وكندا والبرازيل واليابان والصين والولايات المتحدة.

### الناقلون
الناقلون عبارة عن منصات شحن تم إنشاؤها بحيث يمكنهم أيضًا نقل البضائع إلى جانب تحميل وتفريغ الحاويات. لا يتم استخدام وسائل النقل هذه عادةً في الولايات المتحدة .
خنق هواء نفاث نوع فولكس فاجن 2 (T3)
وحدة بدء الهواء (تُعرف أيضًا باسم «عربة البدء») هي جهاز يستخدم لبدء تشغيل محركات الطائرة عندما لا تكون مجهزة بوحدة APU على متن الطائرة أو لا تعمل APU. هناك ثلاثة أنواع أساسية من هذه الأجهزة الموجودة حاليًا: عربة الهواء المخزنة، والوحدة القائمة على التوربينات الغازية، ووحدة الضاغط اللولبي التي تعمل بمحرك ديزل . جميع الأجهزة الثلاثة تخلق مصدر ضغط منخفض، هواء عالي الحجم لبدء تشغيل محركات الطائرات . عادةً ما يتم توصيل خرطوم أو خراطيمين بهذه الوحدات، وتتطلب أكبر محركات الطائرات ثلاثة.

### شاحنات المياه غير الصالحة للشر
شاحنات المياه غير الصالحة للشرب هي مركبات خاصة توفر المياه للطائرة. يتم تصفية المياه وحمايتها من العناصر أثناء تخزينها في السيارة. تساعد المضخة الموجودة في السيارة في نقل المياه من الشاحنة إلى الطائرة. تم تصنيف المياه على أنها غير صالحة للشرب
سيارات خدمة المراحيض فارغة وإعادة ملء المراحيض على متن الطائرات. يتم تخزين النفايات في خزانات على متن الطائرة حتى تتمكن هذه المركبات من تفريغها وإزالة النفايات. بعد إفراغ الخزان، يُعاد ملئه بمزيج من الماء ومركز مطهر، يُطلق عليه عادةً «العصير الأزرق». بدلاً من المركبات ذاتية التشغيل، تحتوي بعض المطارات على عربات تواليت أصغر حجمًا ويجب سحبها بواسطة القاطرات.
تتكون عربة التموين من هيكل خلفي ونظام رفع ومنصة وآلية تحكم كهروهيدروليكية. يمكن رفع الجسم الخلفي لأعلى ولأسفل ويمكن نقل المنصة لوضعها أمام الطائرة.
تشمل خدمات تقديم الطعام تفريغ الطعام والشراب غير المستخدم من الطائرة، وتحميل الأطعمة والمشروبات الطازجة للركاب وطاقم الطائرة. يتم تسليم الوجبات عادةً على عربات قياسية يتم نقلها إلى عربة تقديم الطعام. يتم تحضير الوجبات في الغالب على الأرض لتقليل كمية التحضير (بصرف النظر عن التبريد أو إعادة التسخين) المطلوبة أثناء الرحلة.
ثم تتجه السيارة إلى المطار وتقف أمام الطائرة. يتم نشر المثبتات ورفع جسم الشاحنة. يمكن التحكم في المنصة بشكل جيد لتحريكها من اليسار إلى اليمين وكذلك للداخل للخارج بحيث يتم محاذاة مع الباب بشكل صحيح. يتكون الجسم من ألواح معزولة وقادر على الحفاظ على درجات حرارة تصل إلى 0 درجة مئوية (32 درجة فهرنهايت) عن طريق وحدة التبريد.
يتم تحضير الطعام على متن الطائرة في مرفق مطبخ الطيران، وهو منشأة حاصلة على شهادة HACCP تمامًا حيث يتم إعادة تسخين الطعام في بيئات معقمة وخاضعة للرقابة. يتم بعد ذلك وضع الطعام الجاهز في عربات نقل وإدخالها في المقصورة على عجلات .
تم استخدام سلف لشاحنة التموين من قبل القوات الجوية للجيش الأمريكي خلال الحرب العالمية الثانية.
تم تصميم نوع خاص أعلى من شاحنات التموين لاستيعاب طائرة إيرباص A380 .
اللوادر ذات السيور عبارة عن مركبات مزودة بأحزمة ناقلة لتفريغ وتحميل الأمتعة والبضائع على متن الطائرة. يتم وضع الحزام عند عتبة باب مخزن الطائرة (مقصورة الأمتعة) أثناء التشغيل. تستخدم الحزام للطائرات ضيقة البدن والجزء الأكبر من الطائرات ذات الجسم العريض . يُعرف تخزين الأمتعة بدون حاويات بالتحميل بالجملة .
توفر سلالم صعود الركاب، التي يشار إليها أحيانًا باسم سلالم الصعود إلى الطائرة أو درج السيارة أو درج الطائرة ، وسيلة متنقلة للتنقل بين أبواب الطائرة والأرض. نظرًا لأن الطائرات الأكبر حجمًا بها عتبات أبواب بارتفاع 5 إلى 20 قدمًا، فإن السلالم تسهل الصعود والنزول بأمان. يتم نقل الوحدات الأصغر بشكل عام عن طريق سحبها أو دفعها، بينما يتم تشغيل الوحدات الأكبر حجمًا ذاتيًا. تتميز معظم الطرز بارتفاع قابل للتعديل لاستيعاب الطائرات المختلفة. قد تشمل الميزات الاختيارية الستائر، والتدفئة، والإضاءة التكميلية، والسجادة الحمراء للمسافرين من كبار الشخصيات. قد تستخدم الطائرات الأكبر حجمًا واحدًا أو أكثر من الجسور النفاثة المتصلة بمبنى المطار لصعود الركاب، ولكن يتم استخدام السلالم الأرضية عندما يكون ذلك غير متوفر أو غير عملي.

### الجرارات والجرارات المعاكسة
تستخدم قاطرات الارتداد في الغالب لدفع الطائرة بعيدًا عن البوابة عندما تكون جاهزة للمغادرة. هذه القاطرات قوية جدًا وبسبب المحركات الكبيرة، يشار إليها أحيانًا بالمحرك ذي العجلات. يمكن أيضًا استخدام قاطرات الدفع لسحب الطائرات في مواقف مختلفة، مثل حظيرة الطائرات. القاطرات ذات الأحجام المختلفة مطلوبة للطائرات ذات الأحجام المختلفة. تستخدم بعض القاطرات قضيب السحب كوصلة بين القاطرة والطائرة، بينما ترفع القاطرات الأخرى ترس الأنف عن الأرض لتسهيل السحب أو الدفع. في الآونة الأخيرة، كان هناك دفع للجرارات بدون قضيب حيث تم تصميم طائرات أكبر.

### مركبات إزالة الجليد / الجليد
يتم إجراء إزالة الجليد، والحماية من تجمد السوائل على متن الطائرات، من المركبات الخاصة. تحتوي هذه المركبات على أذرع، مثل آلة التقاط الكرز، للسماح بالوصول السهل إلى الطائرة بأكملها. يقوم الخرطوم برش خليط خاص يذيب الجليد الحالي على الطائرة ويمنع أيضًا بعض الجليد من التراكم أثناء الانتظار على الأرض.

### إنقاذ وإطفاء الطائرات
إن إنقاذ الطائرات ومكافحة الحرائق هي فئة خاصة من مكافحة الحرائق تشمل الاستجابة والتخفيف من المخاطر والإخلاء والإنقاذ المحتمل للركاب وطاقم الطائرة المشاركة (عادةً) في حالة طوارئ أرضية بالمطار.